# Société nationale iranienne du gaz
La Société nationale iranienne du gaz (National Iranian Gas Company ou NIGC) est une entreprise iranienne responsable du traitement, de la transmission et de la livraison du gaz naturel aux secteurs domestique, industriel et commercial ainsi qu'aux centrales électriques. NIGC produit des services pour de grands projets, y compris les pipelines de transport de gaz, stations de compression de gaz, des raffineries et des bâtiments.

## Histoire
La Société nationale iranienne du gaz (National Iranian Gas Company (NIGC)) a été créée en 1965. Elle est, à l’époque, l'une des quatre principales sociétés affiliées au ministère du Pétrole de la République islamique d'Iran avec, en capital initial, 25.000 millions de rials.
La National Iranian Gas Exports Company (NIGEC) a été créée en 2003 pour gérer et superviser tous les projets de gazoduc et de gaz naturel liquide (GNL). Jusqu'en mai 2010, le NIGEC était sous le contrôle de la National Iranian Oil Company (NIOC), mais le ministère du Pétrole a transféré le NIGEC, en l'incorporant dans le cadre du NIGC dans le but d'élargir la responsabilité de nouveaux projets de gaz naturel. En 2012, 12 750 villages ont été reliés au réseau de gaz. 
En 2013, la compagnie d'ingénierie et de développement du pétrole iranien a pris part à la construction d'un gazoduc de gaz entre l'Iran et le Pakistan : le pipeline de gaz Iran–Pakistan (Iran–Pakistan gas pipeline), aussi connu comme le pipeline de la paix (Peace Pipeline) ou IP Gas.
En février 2016, le ministre du Pétrole iranien, Bijan Zanganeh, annonce, après avoir rencontré le ministre du Pétrole et du gaz d'Oman, Mohammed Bin Hamad Al Rumhy à Téhéran, la future construction d'un gazoduc entre le sultanat d'Oman et la République islamique iranienne. L'Iran devrait exporter, sur une période de 15 ans, près de 20 millions de mètres cubes de gaz vers Oman.
En 2011, l'Iran a signé un contrat de 10 milliards de dollars avec Bagdad et Damas pour exporter le gaz iranien vers l'Irak, la Syrie, le Liban, la région méditerranéenne et finalement l'Europe. On estime que dans les trois à quatre prochaines années, il y aura une production excédentaire de 200 à 250 millions de mètres cubes de gaz dans le champ gazier de South Pars, le plus grand champ gazier mondial situé dans le golfe Persique.

## Gaz en Iran
La NIGC ne joue pas un rôle dans l'attribution de projets gaziers en amont car cette tâche reste entre les mains de la National Iranian Oil Company. La compagnie d'ingénierie et de développement du pétrole iranien compte plus de 76 stations de compression de gaz dans le pays et 10 autres sont en cours de construction. De plus la société iranienne prévoit de construire 36 de ces stations dans les années à venir.
L'Iran possède le plus grand réseau de gaz au Moyen-Orient avec 22 000 kilomètres de pipelines haute pression. L'Iran est le troisième pays avec le volume le plus élevé de gaz naturel brûlé dans les projets du secteur pétrolier (2015).
L'Iran a environ 29,6 trillions de mètres cubes de réserves de gaz éprouvées qui représentent 16 % des réserves mondiales. Cela place l'Iran derrière la Russie avec la deuxième plus grande réserve de gaz dans le monde. En 2009, la production de gaz naturel de l'Iran s'est élevée à 116 milliards de mètres cubes. En 2010, ce nombre est passé à 138,5 milliards de mètres cubes, ce qui représente une hausse de 19 %. L'Iran prévoit de relancer sa production de gaz naturel de 200 millions de mètres cubes jusqu'en mars 2016. La majeure partie du gaz de l'Iran est consommée à l'échelle nationale et a augmenté à un taux annuel moyen de 12 % depuis 15 ans. L'Iran cherche à atteindre une capacité d'un million de barils par jour (bpj) d'essence dérivée de GTL au cours de la prochaine décennie.

## Chiffres
En 2010, les exportations nettes iraniennes de gaz ont atteint 1,57 milliard de mètres cubes. En 2010, les exportations et les importations de gaz naturel de l'Iran se sont élevées respectivement à 8,42 et 6,85 milliards de mètres cubes. En 2010, l'Iran a exporté 0,4, 0,25 et 7,77 milliards de mètres cubes de gaz vers l'Arménie, l'Azerbaïdjan et la Turquie, respectivement. En termes d'importations, l'Iran a reçu 0,35 et 6,5 milliards de mètres cubes respectivement de l’Azerbaïdjan et du Turkménistan.
L'installation de stockage de gaz naturel liquéfié (GNL), construite en 2014 et nommée « Shourijeh », peut fournir 4,8 milliards de mètres cubes de gaz naturel et vise à réduire les importations de gaz en provenance du Turkménistan.
Hassan Montazer Torbati, le directeur général, déclare en août 2016, que plus de 34 000 km de gazoducs ont jusqu'à présent été construits à travers l'Iran et sont en fonction et Téhéran planifie de construire 6 000 km autres kilomètres de pipelines de gaz dans les prochaines années.
En juillet 2018, la direction de la société annonce que la construction du pipeline de gaz IGAT-6 est terminée. Ce pipeline permet le transport de gaz vers l'Irak.

## Direction
Son directeur général actuel (2017) est Hassan Montazer Torbati.